# HMS Electra (H27)
El HMS Electra ((H27) fue un destructor tipo E,  perteneciente a la Real Marina Británica que participó en muchas batallas durante la primera fase de la Segunda Guerra Mundial. El lema de su emblema de combate fue  El resplandor en las olas y su apodo fue Lucky Electra.
El 27 de febrero de 1942,  durante la batalla del Mar de Java, cuando alcanzaba, junto a HMS Encounter y el USS Pope el estrecho de la Sonda, fue  interceptado por una fuerza de cruceros pesados japoneses al mando de Shōji Nishimura.
El HMS Electra  combatió mano a mano contra el  destructor Asagumo para proteger al crucero Exetery fue extensamente dañado por fuego de artillería y torpedos. Terminó hundido. El saldo fue de 108 fallecidos y 52 sobrevivientes.